# Стефан Стамболов (булевард в София)
„Стефан Стамболов“ е булевард в Центъра на София.
Простира се между площад „Тел Авив – Яфо“ (при бул. „Тодор Александров“) на югозапад и булевард „Сливница“ (при пл. „Лъвов мост“) на североизток. Сред по-важните пътища, с които се пресича, са улиците „Пиротска“, „Екзарх Йосиф“, „Цар Симеон“, „Св. св. Кирил и Методий“.
Югозападната третина от булеварда е открита за автомобилно и (частично) трамвайно движение; останалата част е пешеходна зона, заета от Женския пазар – най-големия открит пазар в града.

## Обекти
На бул. „Стефан Стамболов“ или в неговия район се намират следните обекти (от юг на север):
- 76 ОУ „Уилям Сароян“
- 32 СОУ „Климент Охридски“
- 13 СОУ „Св. св. Кирил и Методий“
- 5 вечерно СОУ
- Женски пазар
- Храм „Св. св. Кирил и Методий“